# Willy Kernen
Willy Kernen (ur. 6 sierpnia 1929 roku w La Chaux-de-Fonds, zm. 12 listopada 2009 roku) – szwajcarski piłkarz występujący na pozycji obrońcy. Uczestnik Mistrzostw Świata 1950, 1954 i 1962.

## Kariera
Kernen przez całą karierę związany był z klubem FC La Chaux-de-Fonds. Z tym klubem dwukrotnie świętował zdobycie mistrzostwa kraju (1954 i 1955). W latach 1950−1960 występował w reprezentacji Szwajcarii. W 1962 roku zakończył karierę piłkarską.